# Weißgerbergasse (Norymberga)
Weißgerbergasse – historyczna ulica na terenie starego miasta Norymbergi, konkretnie w jego północnej dzielnicy zwanej St. Selbald. Domy z muru pruskiego należące do tej dzielnicy ciągną się od Maxplatz do Weinmark. Jak nazwa wskazuje, w średniowieczu mieszkali tutaj garbarze. Znajduje się tu jedna z nielicznych ulic starego miasta, która uniknęła zniszczeń wojennych w latach 1944–1945.